# Szanda
Szanda é um município da Hungria, situado no condado de Nógrád. Tem 21,49 km² de área e sua população em 2015 foi estimada em 634 habitantes.